# Britney & Kevin: Chaotic
Britney & Kevin: Chaotic is een documentaire van Britney Spears en Kevin Federline, die opgenomen werd voordat hun zoon Sean Preston Federline geboren werd.

## Serie
De dvd bevat 5 afleveringen die elke dinsdag op de Amerikaanse zender "UPN" te zien waren tussen 17 mei en 14 juni, waarbij de herhalingen werden uitgezonden op MTV. Britney en Kevin zijn allebei producers van de homevideo's.
De show laat zelfgemaakte beelden zien die gemaakt zijn door Federline en Spears, hier en daar even door iemand anders, beginnend met hun verkering tijdens Britneys Europese "Onyx Hotel Tour" in de lente van 2004, eindigend met hun bruiloft in september.

### Aflevering 1 - "Can You Handle My Truth?" (Kun je mijn waarheid aan?)
De eerste aflevering bevat beelden van Britney, terwijl ze met de camera speelt, van tijd tot tijd focussend op anderen, maar ze richt de camera hoofdzakelijk op zichzelf. Ze vraagt regelmatig de mening van anderen over seks, liefde en bruiloften terwijl ze in Londen is op haar "Onyx Hotel Tour", grotendeels omdat ze zich alleen voelt. Ergens in het midden is Kevin te zien, waarbij Britney openlijk vertelt over hun seksleven.
Deze aflevering trok een publiek van 3,7 miljoen kijkers tussen 18 en 49, wat bijna het dubbele is van wat UPN gewoonlijk aantrekt.

### Aflevering 2 - "Who Said Anything About Love??" (Wie zei er iets over liefde?)
Net als in de eerste aflevering zien we Britney optreden tijdens haar "Onyx Hotel Tour", terwijl ze een band krijgt met Kevin. Spears' lijfwachten accepteren Kevin voor wie hij is en besluiten hem met rust te laten. Deze aflevering bevat ook een scène waarin Britney prijsgeeft dat ze niet durft te vliegen omdat ze bang is neer te storten, wat al eens eerder gebeurd is.
Deze aflevering trok 2,97 miljoen kijkers, een daling vergeleken met de vorige aflevering, terwijl UPN juist een stijging in kijkcijfers waarnam.

### Aflevering 3 - "Scared to Love You" (Bang om van je te houden)
In deze aflevering ontdekken we dat Britneys en Kevins relatie steeds dieper begint te worden; er komt zelfs een moment waarbij Britney openbaart dat ze van Kevin houdt. Nadat echter blijkt dat Kevin niet hetzelfde terugzegt, neemt ze de camera in vertrouwen door haar echte gevoelens te openbaren.
Deze aflevering trekt slechts 2,5 miljoen kijkers, minder dan vorige aflevering én die ervoor.

### Aflevering 4 - "Magic Happens" (Magie komt voor)
Na een plezierige dag in Parijs realiseert Britney zich dat Kevin echt "de ware" voor haar is, dus vraagt ze hem ten huwelijk. Kevin stemt toe en de twee bespreken hun relatie na een kleine "mishap" bij de Zweedse grens.
Voor het eerst is er een vooruitgang qua kijkcijfers; meer dan 3 miljoen mensen bekeken deze aflevering.

### Aflevering 5 - "Veil of Secrecy" (Heimelijkheidssluier)
In de een uur durende finale komen we erachter hoe Britneys en Kevins bruiloft plaatsvond afgelopen september in Studio City (Californië). We zien hun familieleden, vrienden en hun ouders, die niet verwacht hadden dat ze ook echt gingen trouwen. Ze dachten dat het alleen een verlovingsfeest zou zijn. Aan het eind van alles bewijst Kevin zijn liefde aan Britney door een "heart-felt sentiment".
Nadat deze aflevering afgelopen was, werd de videoclip van "Someday (I Will Understand)" voor het eerst uitgezonden.
Deze aflevering trok 2,1 miljoen kijkers.

## Soundtrack
De soundtrack van deze serie heet "Chaotic", en is gemaakt door Britney Spears. Het lied is opgenomen tijdens de sessies voor haar vierde album: In The Zone.

## De dvd
Britney and Kevin: Chaotic... The dvd & More werd in de Verenigde Staten uitgebracht op 27 september 2005. De dvd bevat een bonus-cd met Britneys laatste single "Someday (I Will Understand)" en nieuwe liedjes als "Chaotic" en "Mona Lisa". Op de dvd is de complete serie en 30 minuten bonusmateriaal te zien. Ook de videoclips van "Do Somethin'" en "Someday (I Will Understand)" staan erop.